# Wojciech Kwiatkowski
Wojciech Eugeniusz Kwiatkowski (ur. 6 września 1937 w Wilnie, zm. 1 czerwca 2019 we Włocławku) – polski polityk, geodeta, inżynier, samorządowiec, działacz opozycji w okresie PRL, poseł na Sejm I kadencji.

## Życiorys

### Wykształcenie i praca zawodowa
W 1958 ukończył Technikum Geodezyjne w Bydgoszczy. Od 1960 do 1964 pracował w Miejskiej Pracowni Geodezyjnej we Włocławku. Następnie był zatrudniony w Powiatowym Biurze Geodezji. W latach 1965–1968 pracował jako kierownik robót w Przedsiębiorstwie Robót Wodno-Inżynieryjnych Hydrobudowa w Warszawie. Następnie do 1975 był zatrudniony w Hydrobudowie we Włocławku. Był jednym z konstruktorów tamy we Włocławku.
Od 1975 do 1990 kierował grupą robót w Geoprojekcie w Warszawie. W latach 1989–1999 był wiceprezesem Towarzystwa Miłośników Wilna i Ziemi Wileńskiej. Od 1991 do 1992 pełnił funkcję prezesa spółki z o.o. Baza. Od 1996 do 2000 pracował w oddziale Kredyt Banku w Ciechocinku. W 1998 wszedł w skład rady nadzorczej Spółdzielni Mieszkaniowej „Południe” w tym mieście. W 2000 przeszedł na emeryturę.

### Działalność polityczna
Od 1980 działał w NSZZ „Solidarność”. Kolportował podziemne wydawnictwa. Zasiadał w tajnej komisji koordynacyjnej „Solidarności” we Włocławku. Od 1988 do 1990 pełnił funkcję przewodniczącego Komitetu Obywatelskiego na Kujawach i Ziemi Dobrzyńskiej. Od 1990 do 1994 zasiadał w radzie i zarządzie miasta Włocławka. W latach 1991–1993 sprawował mandat posła I kadencji wybranego w okręgu toruńsko-włocławskim z listy Solidarności Pracy, którą wkrótce opuścił. Zasiadał w Komisji Polityki Przestrzennej, Budowlanej i Mieszkaniowej oraz Komisji Samorządu Terytorialnego. W wyborach parlamentarnych w 1993 bez powodzenia ubiegał się o reelekcję z 1. miejsca włocławskiej listy Bezpartyjnego Bloku Wspierania Reform (otrzymał 2171 głosów).  W wyborach samorządowych w 1998 bezskutecznie kandydował do rady miasta z listy Akcji Wyborczej Solidarność.
W 2001 wstąpił do Samoobrony RP, z listy której w wyborach samorządowych w 2002 został ponownie radnym Włocławka. W wyborach w 2006 bez powodzenia ubiegał się o reelekcję z listy Samoobrony RP i o stanowisko prezydenta miasta (jako kandydat Chrześcijańskiego Ruchu Samorządowego). Następnie wystąpił z Samoobrony RP. W wyborach samorządowych w 2010 bez powodzenia kandydował na radnego Włocławka z listy Włocławskiej Wspólnoty Samorządowej.
Pochowany na cmentarzu komunalnym we Włocławku.

## Odznaczenia
W 2009 został odznaczony Medalem Marszałka Województwa Kujawsko-Pomorskiego „Unitas Durat Palatinatus Cuiaviano-Pomeraniensis”.

## Życie prywatne
Syn Czesława i Wandy. Był żonaty, miał troje dzieci.

## Wyniki wyborcze
| Wybory | Komitet wyborczy | Komitet wyborczy                    | Organ                 | Okręg | Wynik       |
| ------ | ---------------- | ----------------------------------- | --------------------- | ----- | ----------- |
| 1991   |                  | Solidarność Pracy                   | Sejm I kadencji       | nr 16 | 2314        |
| 1993   |                  | Bezpartyjny Blok Wspierania Reform  | Sejm II kadencji      | nr 49 | 2171        |
| 2002   |                  | Samoobrona Rzeczpospolitej Polskiej | Rada Miasta Włocławek | nr 3  | 258 (5,38%) |